# Witzlebische Gerichte
Die Witzlebischen Gerichte waren territoriale Verwaltungseinheiten der Ernestinischen Herzogtümer. Sie bestanden aus mehreren Orten, welche alle zunächst unter der Patrimonialgerichtsbarkeit der Herren von Witzleben standen. Einige Orte kamen in der Folgezeit unter die Gerichtsbarkeit anderer Herren. Die Orte gehörten ab 1640 zum Herzogtum Sachsen-Gotha, ab 1672 zum Herzogtum Sachsen-Gotha-Altenburg und ab 1826 zum Herzogtum Sachsen-Coburg und Gotha. 
Bis zur Verwaltungsreform im Herzogtum Sachsen-Coburg und Gotha im Jahr 1830 bildeten diese adligen Gerichte den räumlichen Bezugspunkt für die Einforderung landesherrlicher Abgaben und Frondienste, für Polizei, Rechtsprechung und Heeresfolge.

## Geographische Lage
Die Orte der Witzlebischen Gerichte lagen am Nordrand des Thüringer Walds und in dessen Vorland. Markante Berge im Gebiet waren u. a. die Hohe Warte (765 m) der Rumpelsberg (799 m) bei Elgersburg und der Gräfenrodaer Berg (506 m). Flüsse im Territorium waren die Wilde Gera mit ihren Zuflüssen Lütsche und Gissel, die Zahme Gera mit ihren Zuflüssen Reichenbach und Körnbach, die Wipfra und die Ilm, welche die östliche Grenze bildet.
Neuroda, Traßdorf und Kettmannshausen lagen als Exklaven östlich der anderen Orte zwischen dem Sachsen-Weimarischen Amt Ilmenau und den Oberherrschaften der Fürstentümer Schwarzburg-Rudolstadt und Schwarzburg-Sondershausen.
Das Gebiet liegt heute im Zentrum des Freistaats Thüringen im Südwesten des Ilm-Kreises.

## Angrenzende Verwaltungseinheiten
Seit der Gründung des Herzogtums Sachsen-Gotha-Altenburg im Jahr 1672 bzw. der Landesteilung 1680 grenzten die Orte der Witzlebischen Gerichte an folgende Verwaltungseinheiten:
- Norden: Amt Wachsenburg (Herzogtum Sachsen-Gotha)
- Nordosten: Schwarzburg-Sondershäuser Oberherrschaft (Fürstentum Schwarzburg-Sondershausen)
- Osten und Südosten: Amt Ilmenau (Grafschaft Henneberg, nach 1660 Exklave des Herzogtums Sachsen-Weimar)
- Westen und Südwesten: Amt Schwarzwald (Herzogtum Sachsen-Gotha)

Das Gebiet wurde durch die Schwarzburg-Sondershäuser Exklave Geschwenda und die Schwarzburg-Rudolstädter Exklave Angelroda nahezu völlig in einen nördlichen Teil (mit Gräfenroda, Liebenstein, Frankenhain und Rippersroda) und einen südlichen Teil (Elgersburg, Gera und Manebach) geteilt. 
Die Orte Kettmannshausen, Neuroda und Traßdorf bildeten eine Exklave des Herzogtums Sachsen-Gotha, welche östlich des Kerngebiets lag. Diese wurde im Westen vom Sachsen-Weimarischen Amt Ilmenau begrenzt. Im Norden befand sich das zur Schwarzburg-Sondershäuser Oberherrschaft gehörige Amt Arnstadt, im Süden dessen Amt Gehren. Das Fürstentum Schwarzburg-Rudolstadt grenzte mit dem zu dessen Oberherrschaft gehörigen Amt Stadtilm im Westen bzw. mit der Exklave Bücheloh im Süden an das Sachsen-Gothaische Gebiet um Traßdorf.

## Geschichte
Die Orte im Südosten des späteren Herzogtums Sachsen-Gotha standen ursprünglich alle unter der Gerichtsbarkeit der Herren von Witzleben, deren Geschlecht bereits im 12. Jahrhundert urkundlich erwähnt wurde. 1434 kamen die Herren von Witzleben durch Tausch in den Besitz der Burg Liebenstein. 1437 kauften sie den Ort und das Schloss Elgersburg von den Landgrafen von Thüringen. Im gleichen Jahr erhielten sie die Lehens- und Patronatsrechte über den Ort Gera. Gräfenroda war ursprünglich im Besitz der Grafen von Kevernburg bzw. Schwarzburg. 1446 kam eine Hälfte des Orts unter die witzlebische Gerichtsbarkeit, wodurch Gräfenroda bis 1819 geteilt blieb.
Nach 1445 teilte sich das Adelsgeschlecht von Witzleben in verschiedene Linien, die sich nach ihren Stammsitzen benannten (u. a. Gräfenroda, Elgersburg, Liebenstein). Die Landeshoheit über die Witzlebischen Gerichtsorte kam 1640 an das Herzogtum Sachsen-Gotha und 1672 an das Herzogtum Sachsen-Gotha-Altenburg, bei dem sie auch nach dem Gothaer Hauptrezess von 1680 verblieb. Durch die Realteilung der ehemaligen Grafschaft Henneberg kam im Jahr 1660 der Ort Manebach westlich der Ilm unter die Gerichtsbarkeit der Herren von Witzleben zu Elgersburg. Der Witzlebische Anteil von Gräfenroda war 1610 an den Grafen Günther von Schwarzburg-Sondershausen gegangen. Nach 1660 stand die Gerichtsbarkeit über den Ort bis 1819 dem Herzog von Sachsen-Gotha und dem Grafen von Schwarzburg-Sondershausen gemeinschaftlich zu.
1746 kam die Burg Liebenstein und die zu ihrem Gerichtsbezirk gehörenden Orte Liebenstein, Frankenhain und Rippersroda an den herzoglich-württembergischen Staatsminister Heinrich Günther Reinhard von Röder zu Geschwenda. Der Ort Kettmannshausen, welcher als Exklave in der Schwarzburger Oberherrschaft lag, gehörte ursprünglich auch den Herren von Witzleben zu Liebenstein. Er kam um 1726 von diesen an den Geheimratsdirektor Johann Friedrich II. Bachoff von Echt. Von dessen Erben kaufte es der Kammerherr und Oberste August  von Berbisdorf. 1802 kaufte die Herzogliche Kammer von Sachsen-Gotha Schloss und Gut Elgersburg von den Herren von Witzleben mit den Gerichtsorten Elgersburg, Gera, Manebach und den Exklaven Neuroda und Traßdorf.
Nach dem Aussterben der Linie Sachsen-Gotha-Altenburg kam es mit dem Teilungsvertrag zu Hildburghausen vom 12. November 1826 zur umfassenden Neugliederung der Ernestinischen Herzogtümer. Dabei kamen die ehemaligen Witzlebischen Gerichtsorte als Teil von Sachsen-Gotha zum Herzogtum Sachsen-Coburg und Gotha, dessen beide Landesteile fortan in Personalunion regiert wurden. Bei der im Jahr 1830 erfolgten Verwaltungsreform wurden die ehemaligen Witzlebischen Gerichte aufgelöst und dem neu gegründeten „Justizamt Liebenstein“ angegliedert, dem außerdem die Orte Arlesberg, Dürrberg und Lütsche vom Amt Schwarzwald und 1856 der Ort Gossel vom Amt Wachsenburg mit Ichtershausen angeschlossen wurden. Das Herzogtum Sachsen-Coburg und Gotha wurde 1858 in selbständige Städte und Landratsämter gegliedert. Dabei wurde das Justizamt Liebenstein in Verwaltungsaufgaben dem Landratsamt Ohrdruf unterstellt. Im Jahr 1879 wurde das Gothaische Justizamt Liebenstein in das Amtsgericht Liebenstein umgewandelt.

## Zugehörige Orte
Herzoglich-Gothaischer und Schwarzburg-Sondershäuser Gerichtsort
- Gräfenroda

Witzlebische Gerichte zu Elgersburg
- Elgersburg
- Gera (bei Gräfenroda)
- Manebach (links der Ilm, ab 1660)
- Neuroda (Exklave)
- Traßdorf (Exklave)

Röderische Gerichte zu Liebenstein
- Liebenstein
- Frankenhain
- Rippersroda

Berbisdorfische Gerichte
- Kettmannshausen (Exklave)

Burgen und Schlösser
- Schloss Elgersburg
- Burg Liebenstein
- Raubschloss Gräfenroda (im 13./14. Jh. zerstört)